# Местные выборы в Беларуси (2007)
Выборы в местные Советы депутатов Республики Беларусь 25 созыва 2007 года прошли 14 января.

## Общая информация
Организация выборов была поручена 1581 территориальной комиссии — 6 областным и Минской городской, 118 районным, 13 городским в городах областного подчинения, 14 городским в городах районного подчинения, 66 поселковым и 1363 сельским. В их состав вошли 45 членов политических партий. Срок формирования окружных комиссий — до 30 октября 2006 года. В один день 14 января 2007 года по мажоритарной избирательной системе прошли выборы в сельсоветы, а также в районные, городские и областные Советы депутатов двадцать пятого созыва. В ходе выборов избраны 22639 депутатов. Процент избирателей, принявших участие в голосовании по официальным данным, составил 79 процентов в целом по республике и 60 процентов по городу Минску.

## Участие партий в выдвижении кандидатов
Выдвижение кандидатов проходило с 5 ноября по 4 декабря 2006 года.
| Партия                                                       | Выдвинула кандидатов |
| ------------------------------------------------------------ | -------------------- |
| Либерально-демократическая партия                            | 62                   |
| Объединённая гражданская партия                              | 68                   |
| Партия БНФ                                                   | 69                   |
| Коммунистическая партия Беларуси                             | 239                  |
| Белорусская партия левых «Справедливый мир»                  | 22                   |
| Белорусская социал-демократическая партия (Грамада)          | 44                   |
| Республиканская партия труда и справедливости                | 14                   |
| Белорусская патриотическая партия                            | 1                    |
| Белорусская партия «Зелёные»                                 | 0                    |
| Консервативно-Христианская Партия — БНФ                      | 10                   |
| Партия «Белорусская социал-демократическая Грамада»          | 0                    |
| Социал-демократическая партия Народного Согласия             | 0                    |
| Республиканская партия                                       | 0                    |
| Белорусская аграрная партия                                  | 5                    |
| Белорусская социально-спортивная партия                      | 1                    |
| Партия свободы и прогресса                                   | 0                    |
| Партия Белорусская Христианская Демократия                   | 0                    |
| Белорусская партия трудящихся                                | 0                    |
| Белорусская социал-демократическая партия (Народная Грамада) | 0                    |